# San Nicolás (Tamaulipas)
San Nicolás è una municipalità dello stato di Tamaulipas, nel Messico centrale, capoluogo della omonima municipalità.
Conta 1.031 abitanti (2010) e ha una estensione di 544,72 km².
Il paese deve il suo nome a Nicola da Tolentino, santo della Chiesa cattolica.